# Tramwaje w Jenie

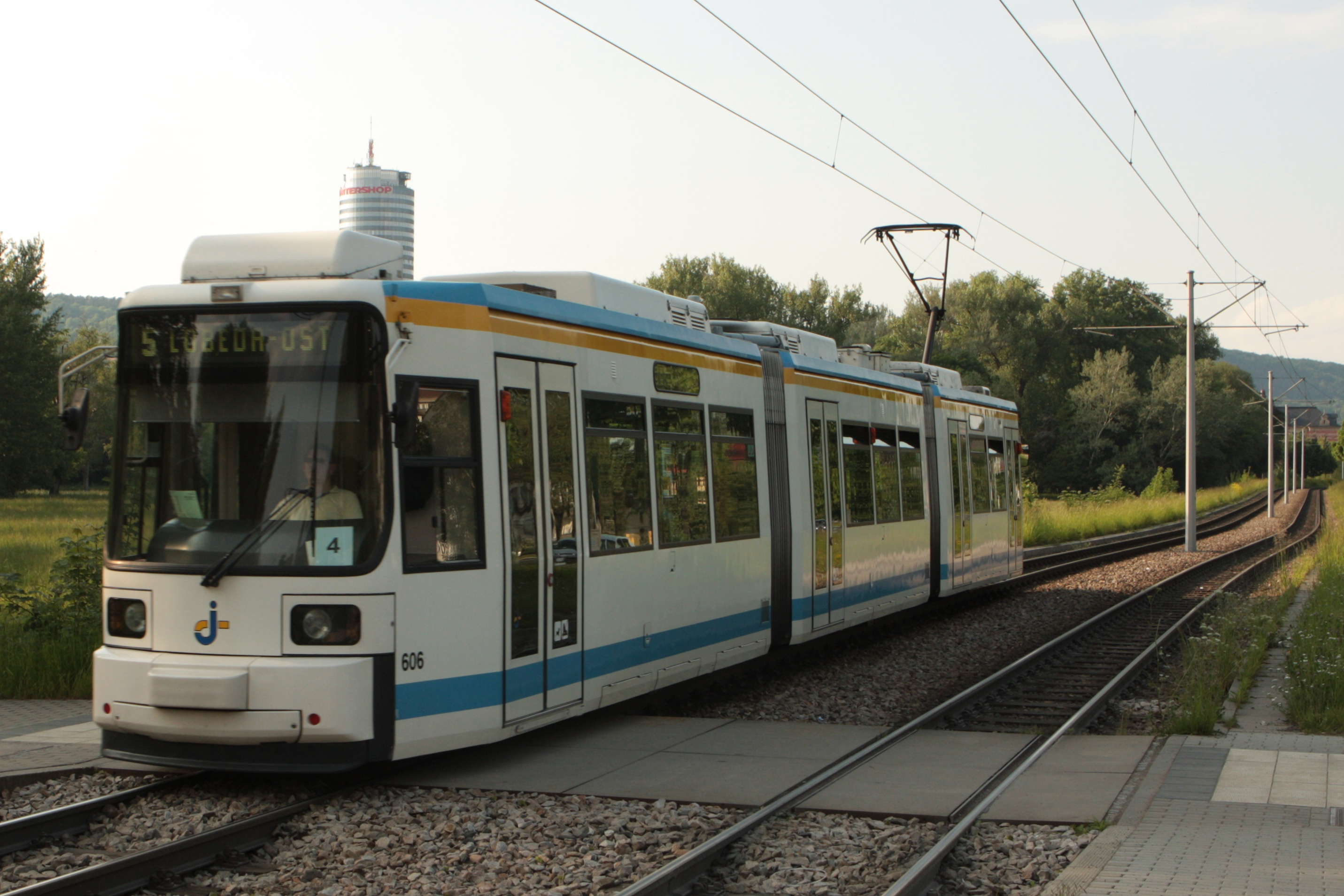
Tramwaj AEG GT6M-ZR o nr 606

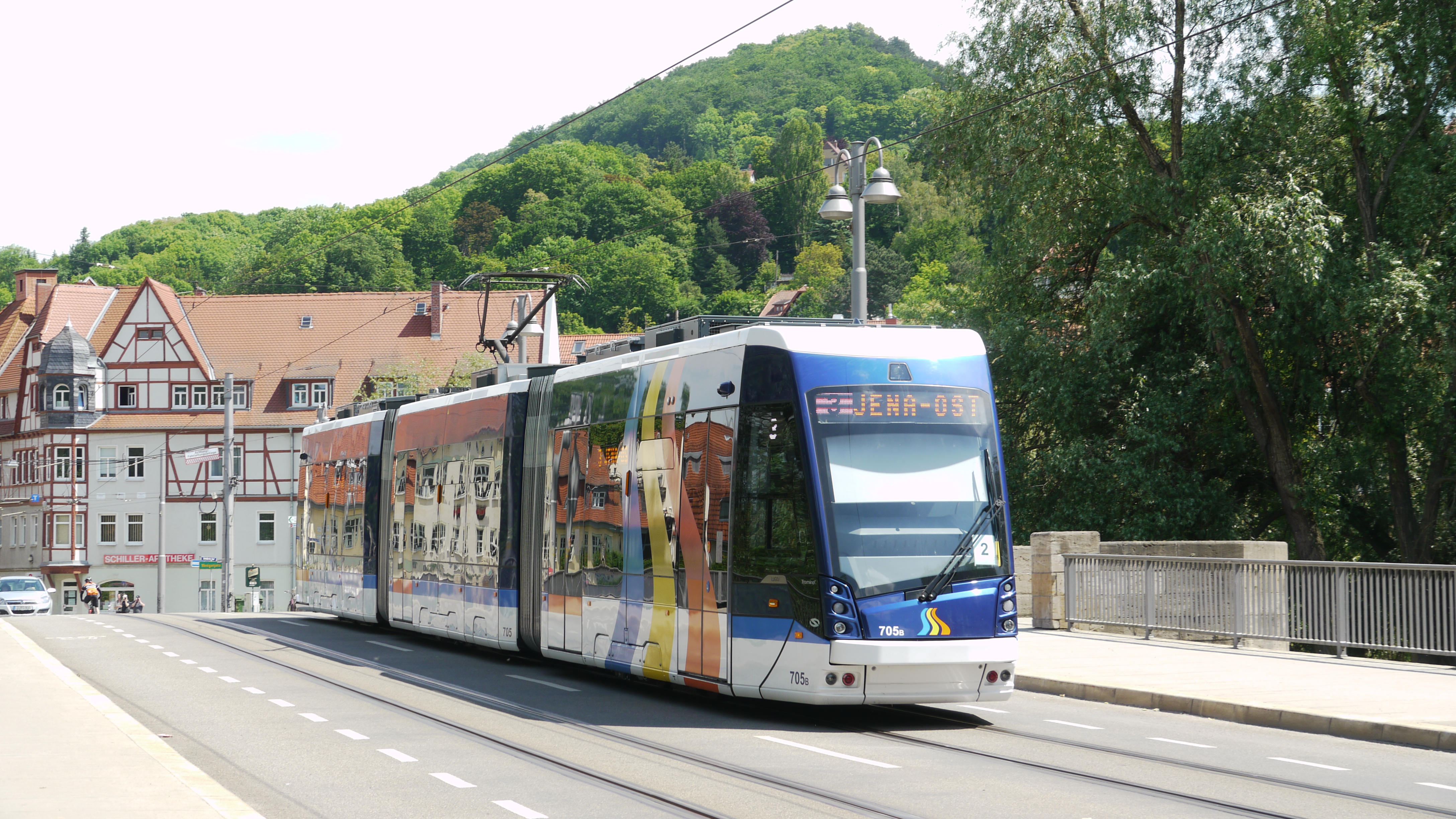
Tramwaj Solaris Tramino

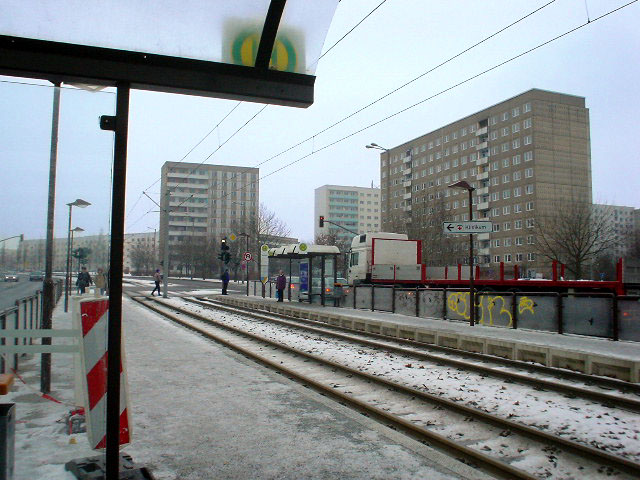
Przystanek tramwajowy

Tramwaje w Jenie – system tramwajowy działający w niemieckim mieście Jena.

## Historia
6 kwietnia 1901 uruchomiono pierwsze tramwaje elektryczne. W kolejnych latach sieć tramwajową rozbudowywano. Z powodu kryzysu finansowego i braku dochodów 19 października 1922 zawieszono kursowanie tramwajów. Po ponownym uruchomieniu tramwajów do 1936 sieć tramwajowa składała się z 18,33 km tras. W 1939 na początku II wojny światowej ograniczono kursowanie tramwajów. 15 maja 1963 zlikwidowano linię tramwajową nr 3. Planowana była całkowita likwidacji sieci tramwajowej. W 1977 w Jenie istniały dwie linie tramwajowe:
- 1: Holzmarkt – Nord II – Zwätzen
- 2: Jena-Ost – Holzmarkt – Winzerla

24 października 1991 rada miasta podjęła decyzję o remoncie i rozbudowie sieci tramwajowej w Jenie. W pierwszej połowie lat 90. XX w. wyremontowano trasy linii nr 1 i 2. 16 grudnia 1996 otwarto trasę tramwajową pomiędzy Winzerla i Lobeda. W grudniu 1997 sieć tramwajowa liczyła 23,7 km, z czego 3,4 km to trasy jednotorowe. W mieście działa jedna zajezdnia tramwajowa.

## Linie
W Jenie od 2017 roku istnieje 5 linii tramwajowych:
| Linia | Trasa                                     | Uwagi |
| ----- | ----------------------------------------- | --- |
| 1     | Zwätzen – Naumburger Straße – Lobeda-West | - Kursy nocne jeżdżą do pętli Lobeda Ost - Obecnie trwają prace remontowe od pętli Zwätzen do stacji Naumburger Straße przez co ta linia kończy kurs na tejże stacji, która została przeniesiona kilka metrów dalej |
| 2     | Jena Ost – Winzerla                       | |
| 3     | Lobeda Ost – Winzerla                     | - Na stacji Winzerla zmienia numer na linię 2 i kontynuuje jej trasę |
| 4     | Zwätzen – Naumburger Straße – Lobeda-West | - Obecnie trwają prace remontowe od pętli Zwätzen do stacji Naumburger Straße przez co ta linia kończy kurs na tejże stacji, która została przeniesiona kilka metrów dalej                                          |
| 5     | Ernst-Abbe-Platz – Lobeda-Ost             | |

## Tabor
W 1901 posiadano 17 wagonów silnikowych i 4 doczepne. W 1951 otrzymano pierwsze tramwaje Lowa. W 1977 posiadano 28 wagonów silnikowych i 52 wagony doczepne. 16 grudnia 1995 zaprezentowano pierwszy niskopodłogowy tramwaj. W 1996 dostarczono wszystkie 10 zamówionych tramwajów. W 1997 dostarczono kolejnych 9 nowych tramwajów. W kwietniu 2000 podpisano umowę z Bombardier Transportation na dostawę 14 nowych tramwajów. 11 lipca 2011 podpisano umowę z firmą Solaris na dostawę 5 tramwajów Tramino. Nowe tramwaje są dwukierunkowe, trzyczłonowe, w całości niskopodłogowe o długości 29 m. Każdy tramwaj posiada 3 wózki z 4 silnikami o mocy 90 kW każdy. Wszystkie tramwaje zostały dostarczone w drugiej połowie 2013. Obecnie w eksploatacji znajduje się 38 tramwajów:
- AEG GT6M-ZR – 19 tramwajów
- Bombardier GT6M-ZR – 14 tramwajów
- Solaris Tramino – 5 tramwajów